# كريكيلوس
كريكيلوس (Κρίκελλος) هي مدينة في أيتوليا كي أكارنانيا في مقاطعة كينتريكي إلادا في اليونان.